# Brenton Rickard
Pour les articles homonymes, voir Rickard.
Brenton Rickard, né le 19 octobre 1983 à Brisbane, est un nageur australien en activité, spécialiste de la brasse. Multiple médaillé dans les compétitions internationales depuis 2004, il remporte deux médailles d'argent lors des Jeux olympiques d'été de 2008. En 2009, il devient champion du monde du 100 m et bat le record du monde de la spécialité.

## Biographie
La carrière de Brenton Rickard débute dans les catégories juniors en 2000. Alors âgé de 16 ans, le nageur remporte une médaille d'or sur 100 m brasse et l'argent sur 200 m brasse lors des championnats nationaux juniors disputés à Perth. Il enlève deux nouvelles médailles lors de l'édition suivante organisée en 2001 à Melbourne cette fois : l'or sur 200 m et le bronze sur 100 m brasse. En outre, en plus d'une participation à l'étape australienne de la Coupe du monde en petit bassin, il dispute une première fois les championnats nationaux seniors où il parvient à accéder en finale des épreuves de brasse.
Médaillé d'argent sur 200 m brasse aux championnats d'Australie en petit bassin de 2002, il obtient une première sélection en équipe nationale qu'il honore plus tard lors des championnats du monde en petit bassin organisés à Moscou. L'Australien ne s'y illustre cependant pas en ne dépassant pas les séries éliminatoires. En grand bassin, Rickard monte pour la première fois sur un podium national puisqu'il termine second du 50 m brasse des championnats tenus à Brisbane. Il confirme l'année suivante en obtenant deux médailles d'argent sur 50 et 100 m, des performances lui permettant de participer aux championnats du monde 2003 à Barcelone. Lors de ceux-ci, il est stoppé en demi-finales. Il confirme néanmoins ses progrès à l'occasion des compétitions en petit bassin. Le nageur australien conquiert en effet un premier titre de champion d'Australie et s'empare de ses premiers records nationaux.
Si Brenton Rickard remporte un premier titre national en grand bassin en 2004 sur 50 m brasse, il rate la qualification pour les Jeux olympiques d'été de 2004 sur les deux épreuves figurant au programme olympique : les 100 et 200 m brasse. L'Australien s'illustre néanmoins lors de la saison en petit bassin en s'affirmant sur le plan national et en faisant une percée au niveau international. En effet, à l'occasion des Mondiaux en petit bassin d'Indianapolis, le brasseur remporte quatre médailles, toutes en argent. En 2005, il remporte pour la première fois le titre de champion d'Australie du 100 m brasse en grand bassin, un succès qu'il obtient en battant le record national. Au niveau international, après une année 2005 marquée par des performances décevantes lors des Championnats du monde de Montréal, l'année 2006 est marquée par une succession de rendez-vous dans lesquels Brenton Rickard se distingue. Il remporte ainsi quatre médailles dont une en or aux Jeux du Commonwealth, trois autres dont une en or lors des Mondiaux en petit bassin et deux lors des championnats pan-pacifiques. 
Fin 2006, le nageur australien remporte pour la première fois les trois titres mis en jeu en brasse lors des championnats d'Australie. Aux championnats du monde organisés quelques mois plus tard à Melbourne, Brenton Rickard remporte trois médailles, les premières de sa carrière dans cette compétition. Médaillé de bronze sur 100 m et d'argent sur 200 m brasse, il décroche le titre mondial au sein du relais 4 × 100 m quatre nages en devançant de peu le quatuor japonais. 
En 2008, le nageur australien s'impose sur 100 et 200 m brasse lors des Sélections australiennes pour les Jeux olympiques d'été de 2008. Lors de ceux-ci, Rickard remporte deux médailles d'argent en individuel et en relais. Aligné tout d'abord sur 100 m brasse, il réalise le troisième temps des demi-finales, un nouveau record personnel en 59 s 65. En finale, l'Australien échoue cependant à plus de 3 dixièmes de seconde du podium en cinquième position. Sur 200 m, le brasseur australien inverse la tendance. Quatrième temps des demi-finales, Rickard améliore son record personnel en finale en 2 min 08 s 88 pour obtenir la médaille d'argent, intercalé entre le Japonais Kosuke Kitajima et le Français Hugues Duboscq.
L'année suivante, il s'illustre à l'occasion des Championnats du monde organisés à Rome en remportant son premier titre planétaire individuel. Il s'impose en effet en finale du 100 m brasse en 58 s 58, record du monde à la clé.

## Palmarès

### Jeux olympiques
| Épreuve / Édition      | Pékin 2008           |
| 100 m brasse           | 5e 59 s 74           |
| 200 m brasse           | Argent 2 min 8 s 88  |
| 4 × 100 m quatre nages | Argent 3 min 30 s 04 |

### Championnats du monde
| Épreuve / Édition      | Grand bassin                          | Grand bassin                           | Grand bassin         | Grand bassin         | Grand bassin         |
| Épreuve / Édition      | Barcelone 2003                        | Montréal 2005                          | Melbourne 2007       | Rome 2009            | Shanghai 2011        |
| 50 m brasse            | 10e temps en demi-finale 28 s 16      | 8e 28 s 27                             | 7e 28 s 24           | 4e 26 s 95           |                      |
| 100 m brasse           | 10e temps en demi-finale 1 min 1 s 77 | 10e temps en demi-finale 1 min 1 s 51  | Bronze 1 min 0 s 58  | Or 58 s 58 – RM      |                      |
| 200 m brasse           | —                                     | 13e temps en demi-finale 2 min 14 s 68 | Argent 2 min 10 s 99 | 5e 2 min 8 s 23      |                      |
| 4 × 100 m quatre nages | —                                     | 6e place 3 min 38 s 13                 | Or 3 min 34 s 93     | Bronze 3 min 28 s 64 | Argent 3 min 32 s 26 |

| Épreuve / Édition      | Petit bassin                     | Petit bassin         | Petit bassin        | Petit bassin        |
| Épreuve / Édition      | Moscou 2002                      | Indianapolis 2004    | Shanghai 2006       | Dubaï 2010          |
| 50 m brasse            | —                                | Argent 27 s 09       | 4e 27 s 19          |                     |
| 100 m brasse           | —                                | Argent 58 s 64       | Argent 58 s 70      |                     |
| 200 m brasse           | 17e temps en série 2 min 11 s 85 | Argent 2 min 8 s 34  | Argent 2 min 7 s 52 | Bronze 2 min 4 s 33 |
| 4 × 100 m quatre nages | —                                | Argent 3 min 29 s 72 | Or 3 min 27 s 71    |                     |

### Divers
| Compétition / Épreuve       | Compétition / Épreuve | Brasse         | Brasse              | Brasse               | Relais               |
| Compétition / Épreuve       | Compétition / Épreuve | 50 m           | 100 m               | 200 m                | 4 × 100 m 4 n        |
| Championnats pan-pacifiques | Victoria 2006         | —              | Argent 1 min 0 s 39 | 4e 2 min 11 s 80     | Bronze 3 min 36 s 15 |
| Jeux du Commonwealth        | Melbourne 2006        | Bronze 28 s 14 | Bronze 1 min 1 s 17 | Argent 2 min 12 s 24 | Or 3 min 34 s 37     |

## Records

### Records personnels
Ces tableaux détaillent les records personnels de Brenton Rickard en grand et petit bassin au 9 août 2009.
| Épreuve      | Temps        | Compétition                               | Lieu         | Date       |
| 50 m brasse  | 26 s 95      | Championnats du monde 2009                | Rome, Italie | 27/07/2009 |
| 100 m brasse | 58 s 58      | Championnats du monde 2009                | Rome, Italie | 27/07/2009 |
| 200 m brasse | 2 min 7 s 89 | Championnats du monde 2009 (demi-finales) | Rome, Italie | 30/07/2009 |

| Épreuve      | Temps        | Compétition                                   | Lieu                 | Date       |
| 50 m brasse  | 26 s 62      | Grand Prix Telstra 1                          | Canberra, Australie  | 27/04/2008 |
| 100 m brasse | 57 s 82 ROc  | Grand Prix Telstra 1                          | Canberra, Australie  | 27/04/2008 |
| 200 m brasse | 2 min 5 s 41 | Championnats d'Australie en petit bassin 2007 | Melbourne, Australie | 31/08/2007 |